# 하기와라정 (기후현)
하기와라정(일본어: 萩原町)은 일본 기후현 마시타군에 설치되었던 정이다. 2004년 4월 1일에  게로정, 오사카정, 오사카정, 마제촌과 합병해 게로시가 되었다. 합병 후의 주소 표기는 시모로시 하기와라초○○가 되어있다.

## 지리
기후 현 중부 히다 지방의 남부에 위치한다. 둘레가 1000m급 산으로 둘러싸여 있고 마을 중앙을 히다 강이 흐른다. 남쪽으로 천하의 세 명천 중 하나인 시모로 온천이 있는 시모로 정, 북쪽으로 온타케 산을 비롯한 산들의 자연과 탁하 온천이 있는 오사카 정이라는 관광립정에 빠져 있는데 하기와라 정은 예로부터 마스다 군 정치·문화의 중심지였다.
```
== 역사
- 1897년 
  - 4월 1일 - 미사토촌, 미야다촌과 합병해 하기와라촌이 성립하였다.
  - 10월 29일 - 정으로 승격해 하기와라정 (초대)이 되었다.
- 1956년 8월 25일 - 가와니시촌, 오노군 야마노쿠치촌과 합병해 하기와라정이 되었다.
- 2004년 3월 1일 - 게로정, 오사카정, 오사카정, 마제촌과 합병해 게로시가 성립하였다. 동일 하기와라정은 폐지되었다.

### 헤세의 정촌합병
정촌 합병에 즈음하여 시청의 위치나 시의 명칭(시모로시와 기타 명칭)등을 둘러싸고 게로정과 대립했다. 한때는 법정 합병 협의회에서 결정된 합병안을, 옆의 오사카 정과 함께 마을 의회에서 부결되는 사태가 되었다. 2014년 시점에서 게로시청은 시모로 청사와 하기와라 청사의 분청사 체제로 되어 있다.

## 교통

### 철도
- 도카이 여객철도 다카야마 본선

### 도로
- 국도 제41호선
- 국도 제257호선

## 참고 문헌
- 角川日本地名大辞典編纂委員会,『角川日本地名大辞典 21 岐阜県』1980, 角川書店